# 蓋馬昆斯格拉本河

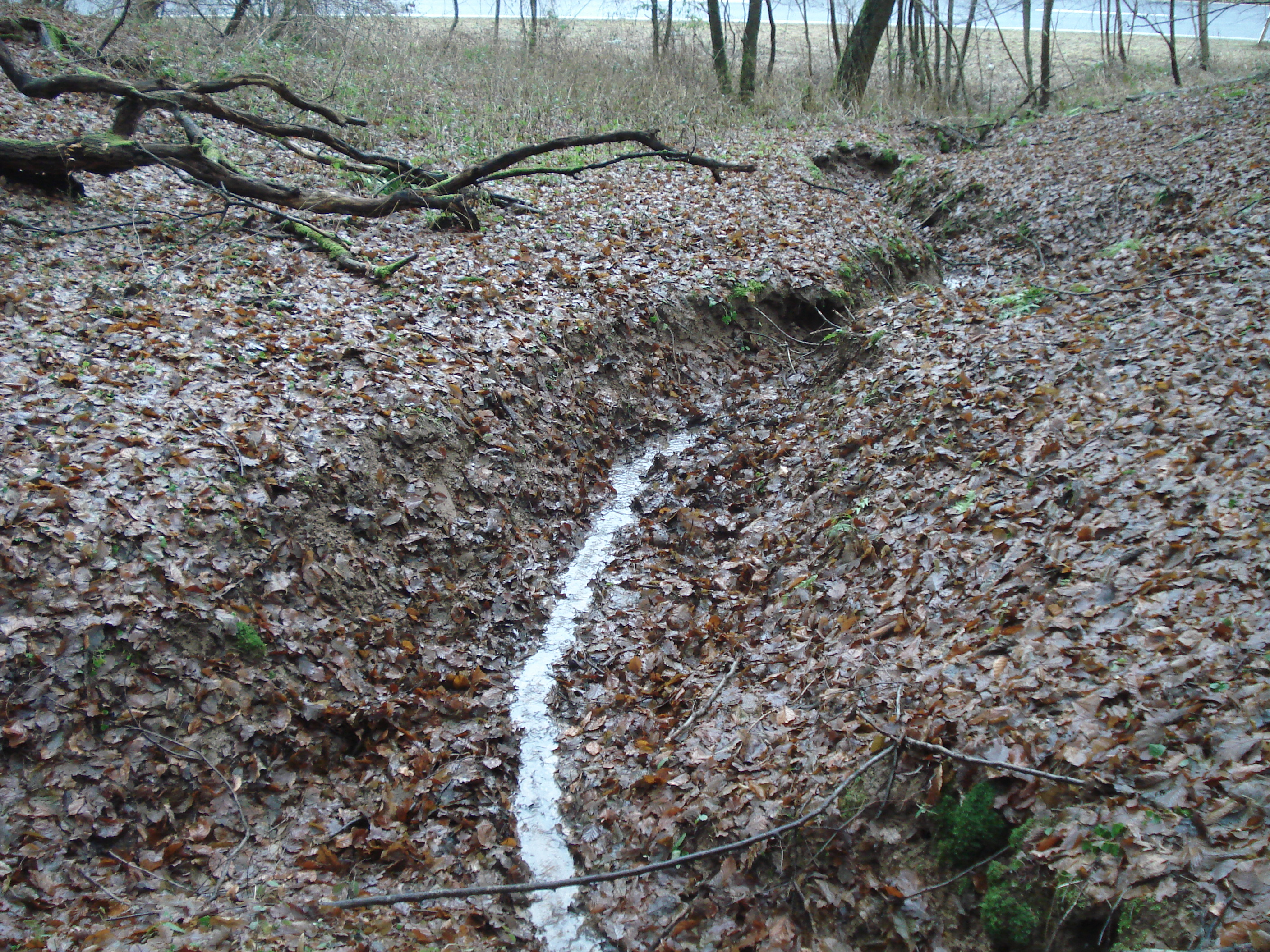

50°2′46.60″N 9°11′44.59″E / 50.0462778°N 9.1957194°E
蓋馬昆斯格拉本河（德語：Gemarkungsgraben），是德國的河流，位於該國東南部，由巴伐利亞負責管轄，屬於費德卡爾河的右支流，河道全長0.3公里，流域面積0.08平方公里。